# Piedra del Águila (ville)
Pour les articles homonymes, voir Piedra del Águila, Piedra et Del Águila.
Piedra del Águila est une ville d'Argentine située dans le sud-est de la province de Neuquén. Elle est le chef-lieu du département de Collón Curá.

## Situation
Piedra del Águila est construite dans la steppe de la Patagonie argentine à quelque 6 kilomètres de la rive gauche du río Limay, qui détermine la frontière avec la province de Río Negro. Non loin de là se trouve la puissante centrale hydroélectrique de Piedra del Águila.
Elle est située le long de la route nationale 237, à mi-chemin entre les villes de San Carlos de Bariloche, San Martín de los Andes, et Neuquén, à une altitude de 491 mètres.

## Population
La ville comptait 3 372 habitants en 2001.

## Barrage de Piedra del Águila
Voir :
- Le barrage de Piedra del Águila
- Le lac de Piedra del Águila